# Le Vent dans les saules (bande dessinée)
Pour les articles homonymes, voir Le Vent dans les saules.
Le Vent dans les saules est une série de bande dessinée pour la jeunesse de Michel Plessix adaptée du roman Le Vent dans les saules (1908) de Kenneth Grahame.
Elle se compose de quatre tomes, tous publiés chez Delcourt (collection « Jeunesse ») :
- Le Bois sauvage (1996) ;
- Auto, crapaud, blaireau (1998)[1] ;
- L’Échappée belle (1999) ;
- Foutoir au manoir (2001)[2].

Une édition intégrale est parue en 2002  (ISBN 2-84055-947-1).
Une suite en cinq tomes est publiée sous le nom Le Vent dans les sables.

## Prix
- 2000 : Alph'Art du public au festival d'Angoulême pour le tome 3[réf. souhaitée]
- 2000 :  Prix Max et Moritz de la meilleure publication de bande dessinée pour enfants et adolescents[réf. souhaitée]